# Новотеряево

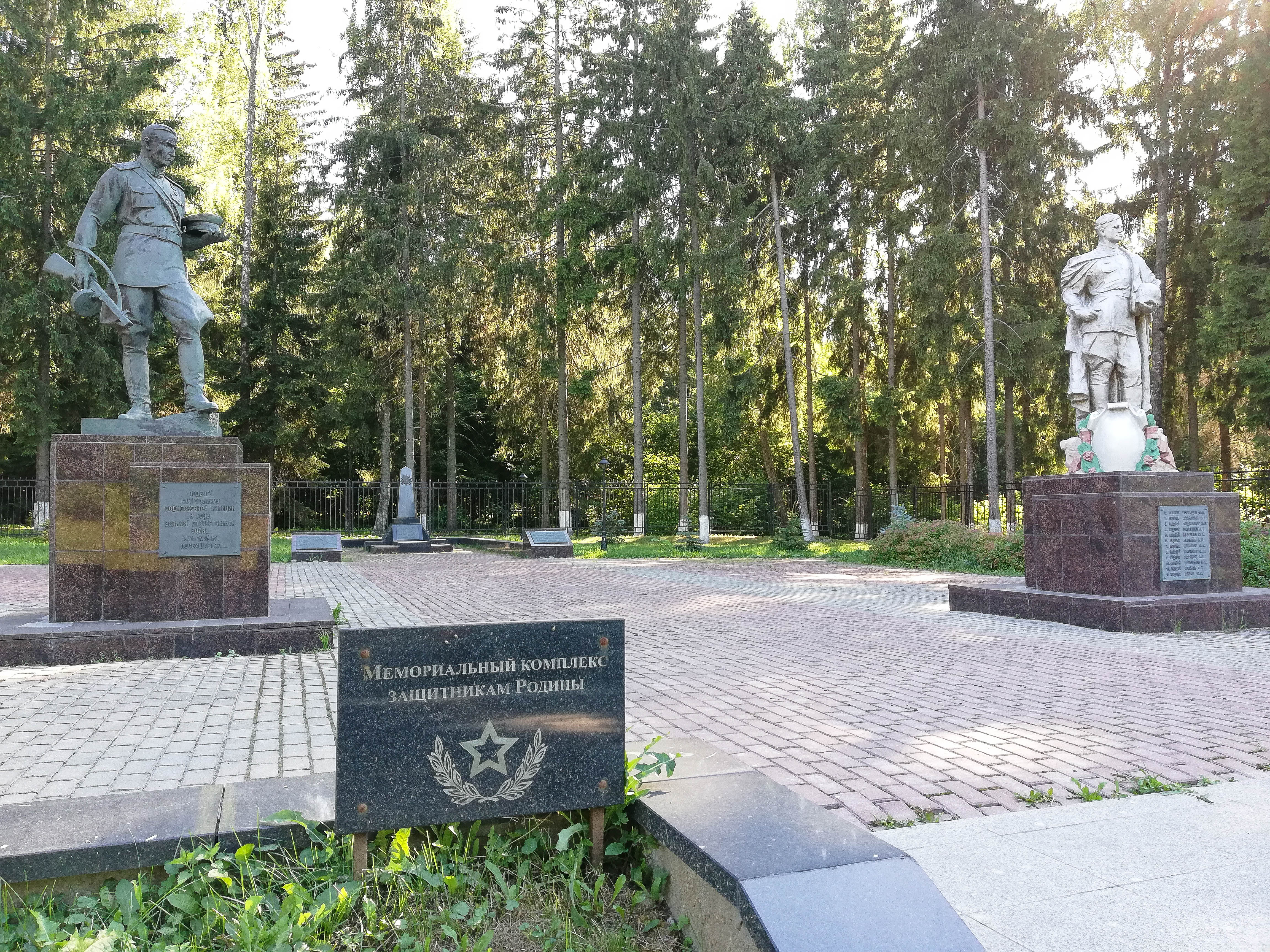
Мемориальный комплекс в Новотеряево

Новотеряево — посёлок в Рузском районе Московской области, входящий в состав сельского поселения Старорузское. В посёлке числится одна улица Николая Григорьева.

## Расположение
Посёлок расположен в центре района, в 1,5 км к юго-востоку от города Рузы. В 1 км к юго-западу от посёлка протекает река Руза. Ближайшие населённые пункты — Румянцево примыкает к посёлку с северо-запада и Старотеряево в 0,3 км на юго-запад.

## История
Посёлок образован в 2012 году на базе военного жилого городка «Ново-Теряево». По предложению Московской областной думы постановлением Правительства РФ посёлку присвоено наименование Новотеряево. Постановлением губернатора Московской области от 13.12.2013 № 303-ПГ посёлок Новотеряево включён в учётные данные административно-территориальных и территориальных единиц Московской области.